# Джордже Маркович
Джордже Маркович (20 вересня 1987) — сербський плавець.
Учасник Олімпійських Ігор 2012 року.